# Doris chrysoderma
Doris chrysoderma Angas, 1864 è un mollusco nudibranchio della famiglia Dorididae.

## Distribuzione e habitat
Australia del sud.